# Basquetebol nos Jogos Olímpicos de Verão de 2008
O torneio de basquetebol dos Jogos Olímpicos de Verão de 2008 foi disputado entre 9 e 24 de agosto. As partidas realizam-se no Estádio Indoor Wukesong de Pequim, na China.

## Calendário
| Agosto      | 6 | 7 | 8 | 9 | 10 | 11 | 12 | 13 | 14 | 15 | 16 | 17 | 18 | 19 | 20 | 21 | 22 | 23 | 24 |
| ----------- | - | - | - | - | -- | -- | -- | -- | -- | -- | -- | -- | -- | -- | -- | -- | -- | -- | -- |
| Basquetebol |   |   |   |   |    |    |    |    |    |    |    |    |    |    |    |    |    | 1  | 1  |

|  | Dia de competição |  | Dia de final |

## Eventos
Dois eventos do basquete distribuíram medalhas nos Jogos:
- Torneio masculino (12 equipes)
- Torneio feminino (12 equipes)

## Medalhistas

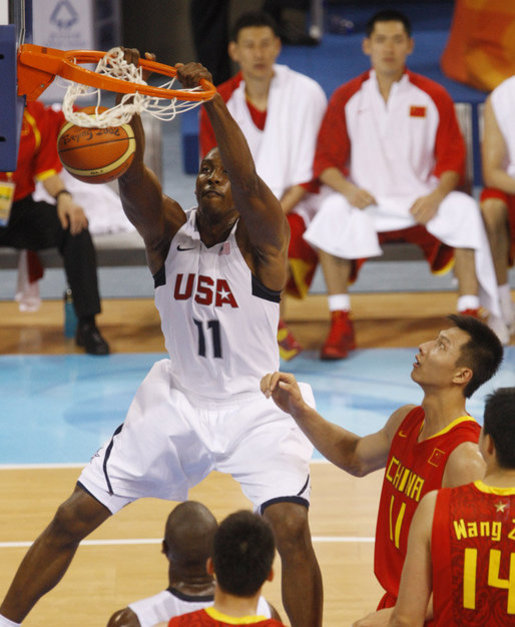
Dwight Howard dos EUA enterra em partida contra a China pelo torneio masculino.

| Evento             | Ouro | Prata | Bronze |
| ------------------ | --- | --- | --- |
| Masculino detalhes | Carmelo Anthony Carlos Boozer Chris Bosh Kobe Bryant Dwight Howard LeBron James Jason Kidd Chris Paul Tayshaun Prince Michael Redd Dwyane Wade Deron Williams USA Estados Unidos                 | José Calderón Rudy Fernández Jorge Garbajosa Marc Gasol Pau Gasol Carlos Jiménez Raúl López Álex Mumbrú Juan Carlos Navarro Felipe Reyes Berni Rodríguez Ricky Rubio ESP Espanha          | Carlos Delfino Emanuel Ginóbili Román González Juan Pedro Gutiérrez Leonardo Gutiérrez Federico Kammerichs Andrés Nocioni Fabricio Oberto Antonio Porta Pablo Prigioni Paolo Quinteros Luis Scola ARG Argentina        |
| Feminino detalhes  | Seimone Augustus Sue Bird Tamika Catchings Sylvia Fowles Kara Lawson Lisa Leslie DeLisha Milton-Jones Candace Parker Cappie Pondexter Katie Smith Diana Taurasi Tina Thompson USA Estados Unidos | Suzy Batkovic Tully Bevilaqua Rohanee Cox Hollie Grima Kristi Harrower Lauren Jackson Erin Phillips Emma Randall Jennifer Screen Belinda Snell Laura Summerton Penny Taylor AUS Austrália | Svetlana Abrosimova Becky Hammon Marina Karpunina Ilona Korstin Marina Kuzina Yekaterina Lisina Irina Osipova Oxana Rakhmatulina Tatiana Shchegoleva Irina Sokolovskaya Maria Stepanova Natalia Vodopyanova RUS Rússia |

## Quadro de medalhas
| Ordem | País               | Medalha de ouro | Medalha de prata | Medalha de bronze |   | Ordem por total |
| ----- | ------------------ | --------------- | ---------------- | ----------------- | - | --------------- |
| 1     | USA Estados Unidos | 2               |                  |                   | 2 | 1               |
| 2     | AUS Austrália      |                 | 1                |                   | 1 | 2               |
| 2     | ESP Espanha        |                 | 1                |                   | 1 | 2               |
| 4     | ARG Argentina      |                 |                  | 1                 | 1 | 2               |
| 4     | RUS Rússia         |                 |                  | 1                 | 1 | 2               |
| TOTAL | TOTAL              | 2               | 2                | 2                 | 6 | —               |